# Huifkar

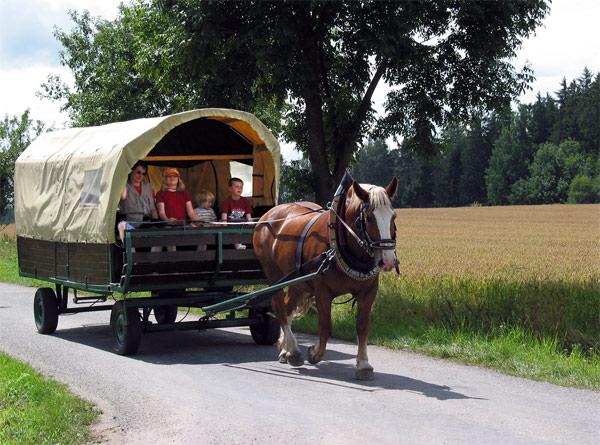
Huifkar in Tsjechië

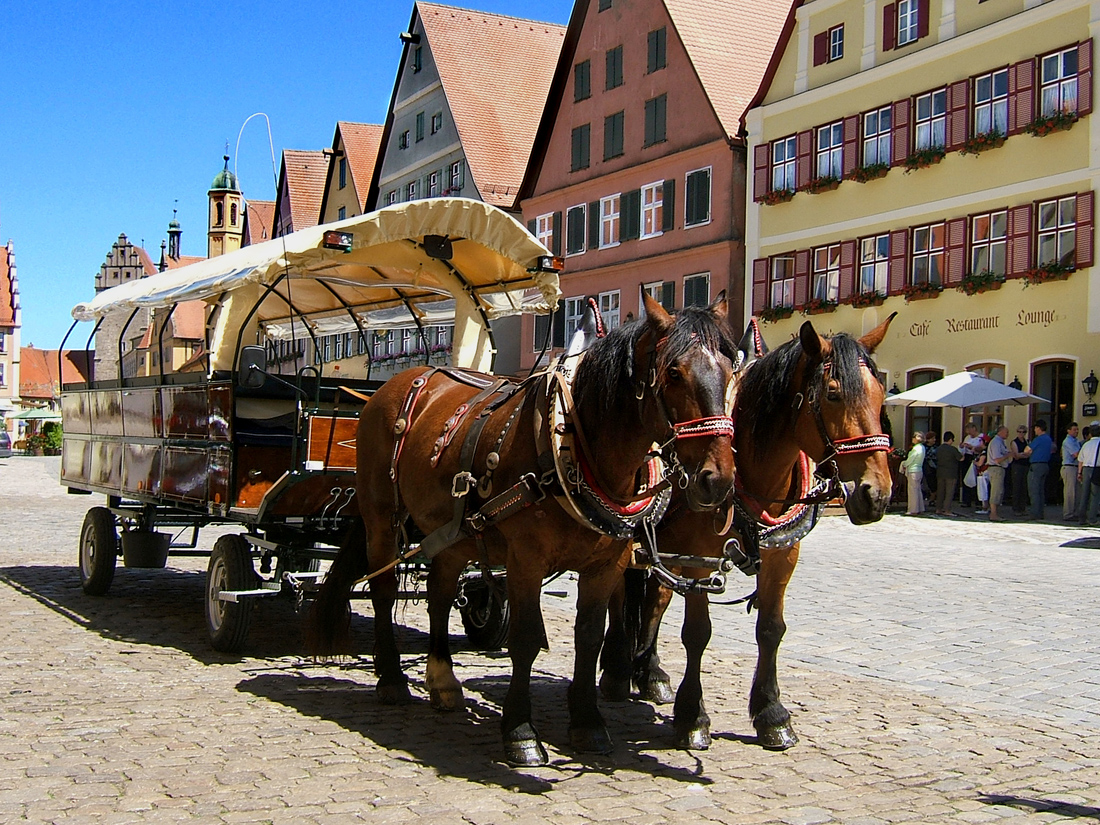
Kremser, Dinkelsbühl

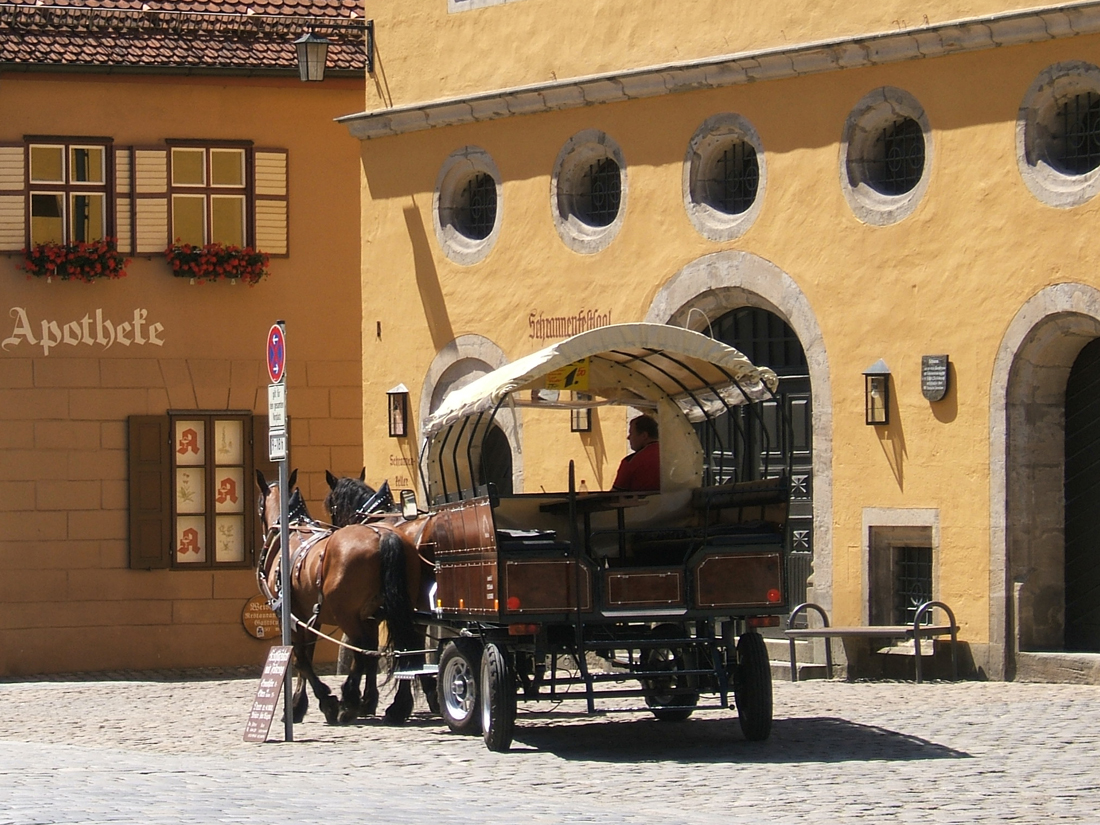
Achterzijde Kremser

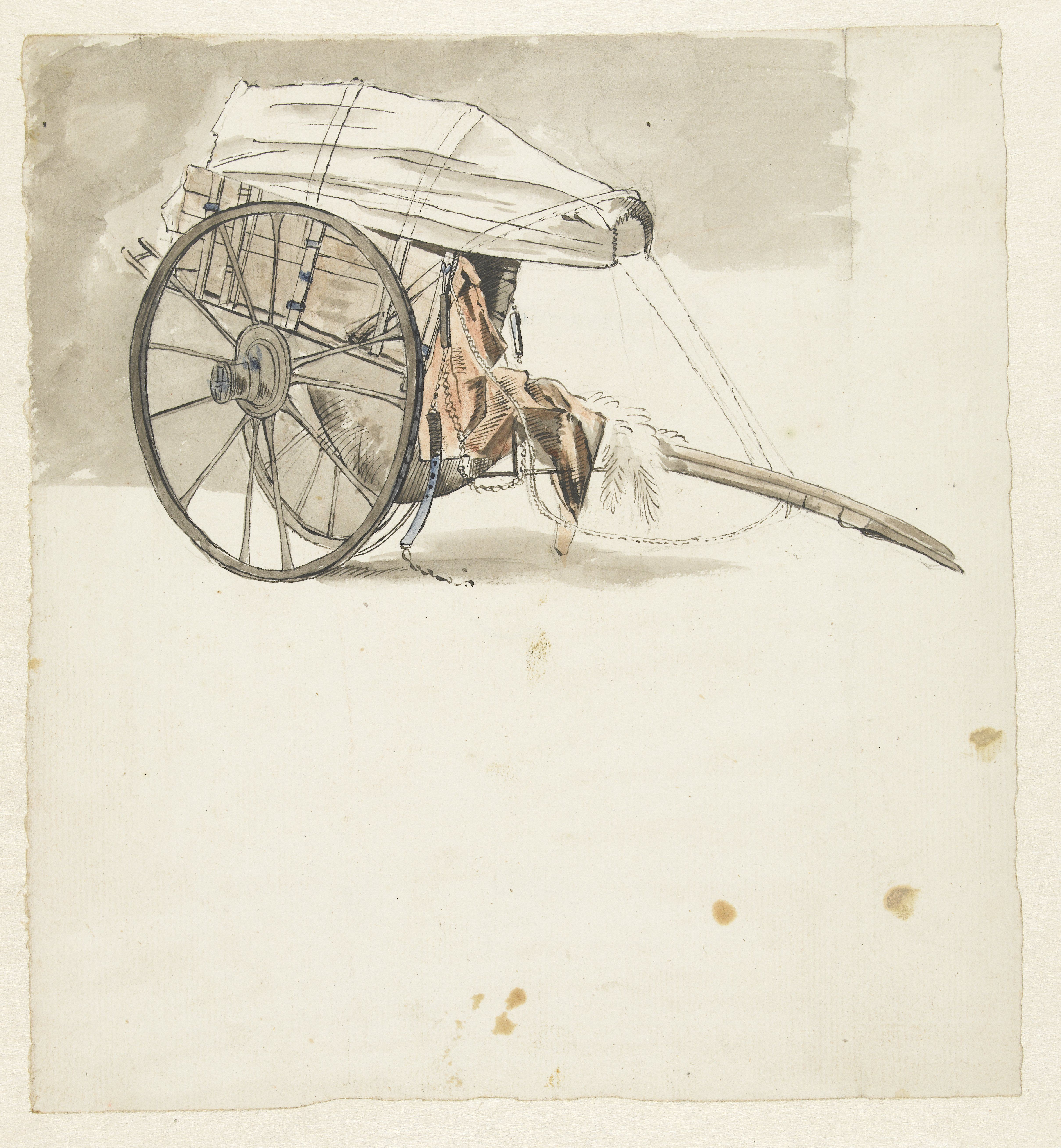
Huifkar, omstreeks 1800

Een huifkar of huifwagen is een kar of wagen voorzien van een huif, vaak van dekzeil. Huifkarren worden veelal getrokken door een of meer trekdieren of een tractor. De huif beschut inzittenden en lading tegen weer en wind en ook tegen inkijk.

## Andere benamingen
Vanwege het zeildoek wordt de huifkar ook wel zeilwagen genoemd, hoewel die term gewoonlijk duidt op wagens die door de wind gedreven worden. Koetsenkenners kennen overdekte wagens ook onder regionale namen als 'linnenwagen' en 'kleedwagen'. In Vlaanderen wordt een huifkar wel wijtewagen genoemd.

## Geschiedenis en gebruik
Een huifwagen kan gebruikt worden om in te overnachten of om materiaal voor een kampement mee te nemen. Als zodanig werd het vervoermiddel veel gebruikt door rondtrekkende lieden. Huifkarren werden al vroeg gebruikt door metaalbewerkers die met het leger meetrokken om harnassen en dergelijke te repareren, en waarschijnlijk ook door anderen in de legertros. Dit is te zien op oude prenten van belegeringen van steden.
Ook de Roma trokken met huifkarren rond. Zij repareerden koperen potten, slepen messen en scharen en boden muziek en volksvermaak. De woonwagen is vanuit de huifkar ontwikkeld.
De kolonisatie van Noord-Amerika door de Europeanen werd in films en literatuur veelvuldig geromantiseerd als gepaard gaande met lange colonnes van huifkarren die door wilde gebieden vol met 'woeste' Indianen trokken.
In Zuid-Afrika was het eveneens de huifkar (ossewa) die een grote rol speelde in de sterk geromantiseerde Grote Trek (1834-1836), waarbij de Boeren, het Engelse gezag in de Kaapprovincie, inclusief de daar vigerende anti-slavernijwetten, ontvluchtten om in Transvaal en Oranje Vrijstaat eigen staten te stichten.
De Berlijnse transporteur Simon Kremser begon in 1825 een omnibus van de Brandenburger Tor naar Berlin-Charlottenburg. Het wagentype dat hij gebruikte wordt in Duitsland Kremser genoemd. Men noemt dit type huifkar in Nederland een janplezier.

## Heden
De huifkar wordt vooral gebruikt voor toeristische doeleinden. In menige landelijke streek kan men huifkartochten maken.

## Afbeeldingen

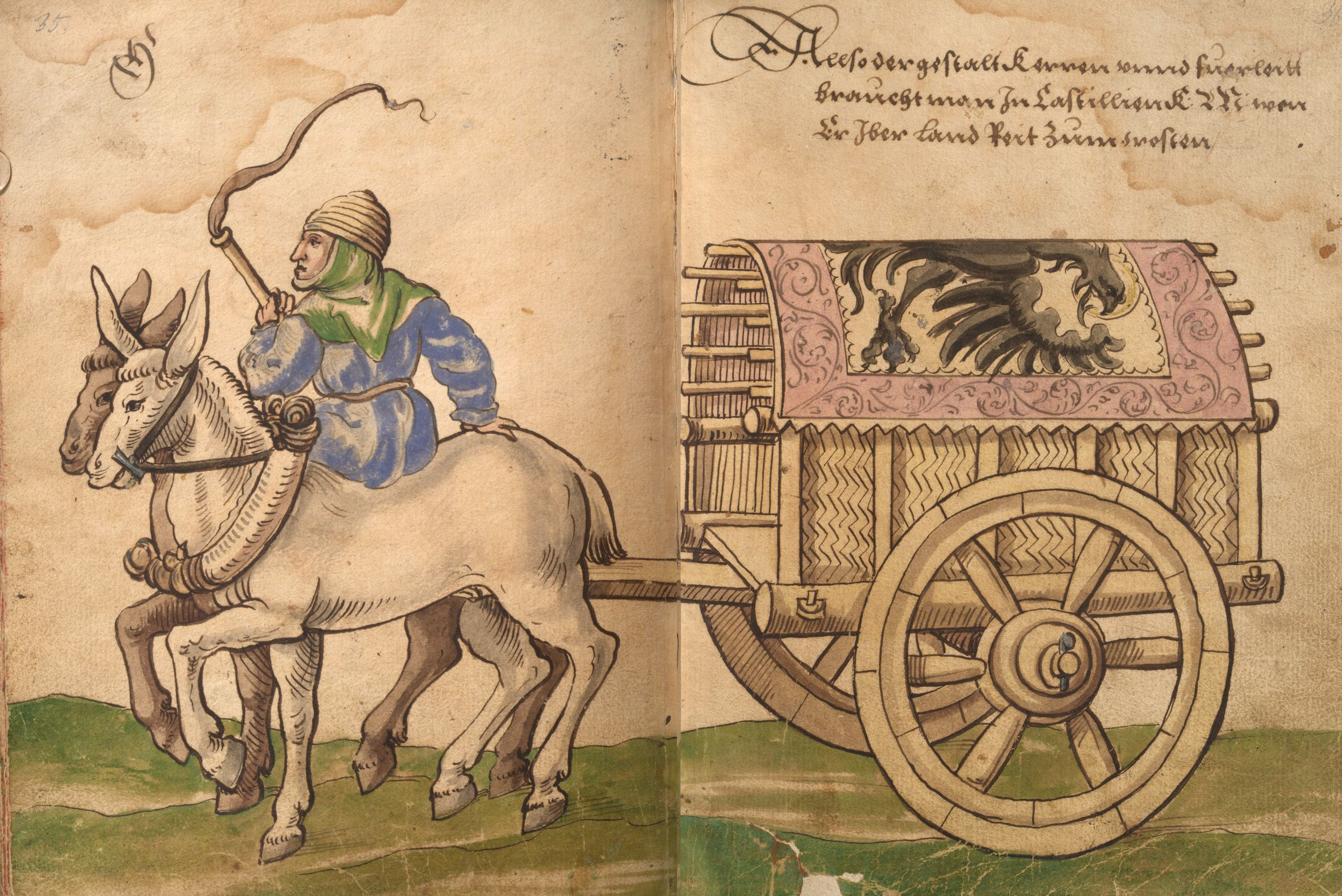
Huifkar voor keizerlijke bagage, 1530
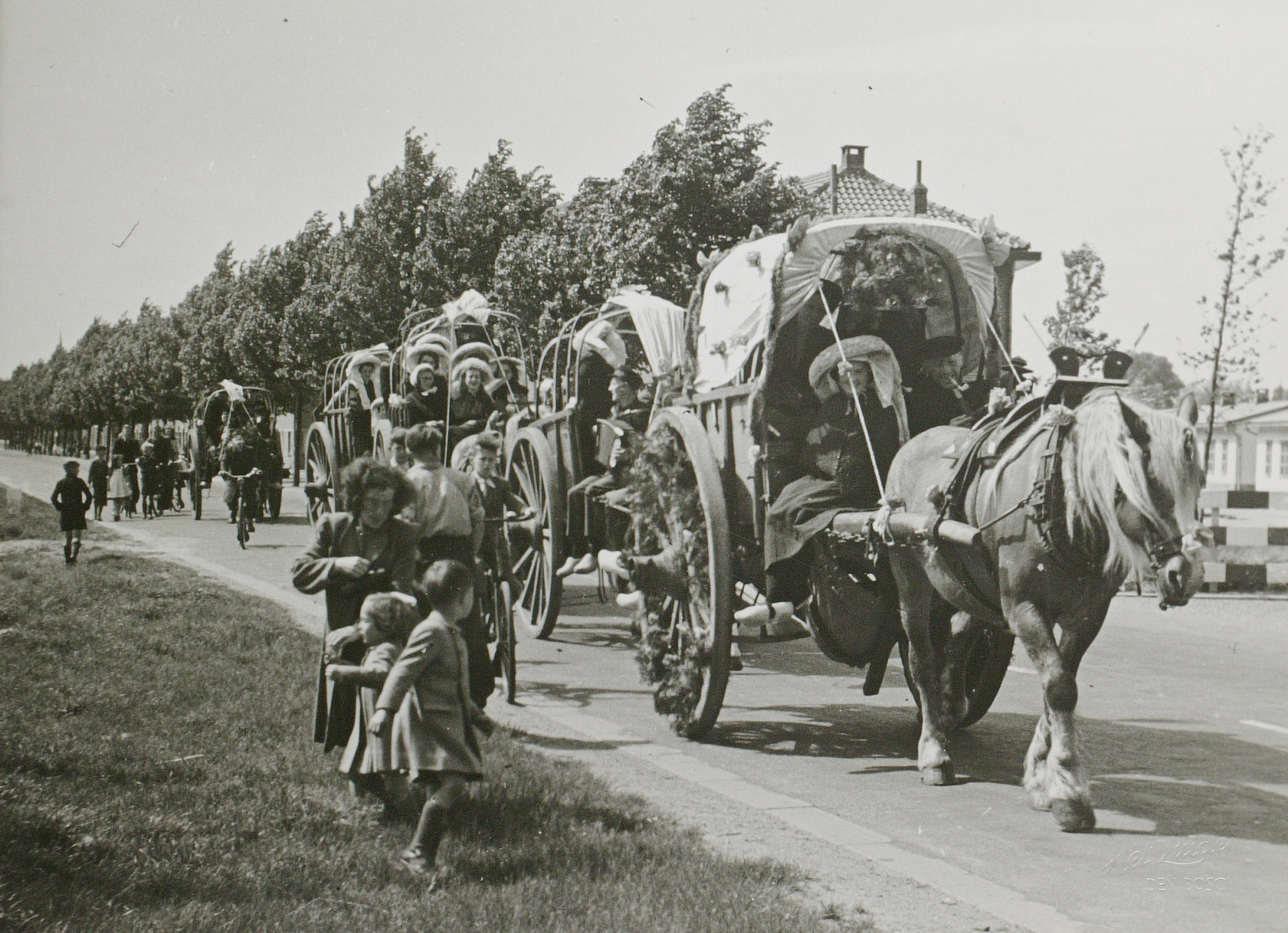
Huifkarren in een boerenovertrek